# Kino „Skarpa”
Kino „Skarpa” – kino działające w latach 1960–2003 przy ulicy Kopernika 5 w Warszawie. Budynek kina został wyburzony w 2008 roku.

## Historia
Budynek został zaprojektowany w modernistycznym stylu przez Zygmunta Stępińskiego, przy współpracy z Andrzejem Milewskim. Swoją nazwę kino zawdzięczało lokalizacji niedaleko skarpy warszawskiej. Budynek cechował się surową, prostą bryłą bez zdobień, natomiast jego wnętrza posiadały liczne mozaiki, dekoracje oraz dzieła sztuki.
27 lipca 1981 w kinie odbyła się premiera filmu Człowiek z żelaza Andrzeja Wajdy. W latach siedemdziesiątych i osiemdziesiątych XX wieku w kinie odbywały się Konfrontacje Filmowe.
W 1986 przeprowadzono remont kina, m.in. ściany widowni obłożono płytami dźwiękochłonnymi i wymieniono fotele.
W 2003 roku kino zakończyło działalność, a w budynku rozpoczął działalność klub. W 2008 spółka BBI Development NFI zburzyła budynek kina i wybudowała w jego miejscu apartamentowiec Rezydencja Foksal. Według pierwotnych planów miały się w nim znajdować dwie sale kinowe, jednak spółka Max Film, która sprzedała nieruchomość deweloperowi, i która miała wyposażyć i zostać operatorem kina w nowo powstałym budynku, wycofała się z umowy.

## Zachowane elementy
Część elementów wystroju wnętrz kina Skarpa zostało zachowanych. Neon imitujący ręczny zapis słowa Skarpa, zaprojektowany przez autora projektu całego budynku, został odrestaurowany i znajduje się w Muzeum Sztuki Nowoczesnej. Kolumny zdobione mozaikami, zaprojektowanymi przez Krystynę Kozłowską, zostały przeniesione do Hospicjum Onkologicznego Świętego Krzysztofa na Ursynowie. Pierwotnie planowano zachowanie samych mozaik, jednak okazało się, że oddzielenie ich od żelbetowych kolumn jest niemożliwe.
Galeria Zoya zorganizowała wystawę Trzy cegły, na której prezentowała film z rozbiórki kina nakręcony przez Artura Zdunika oraz wręczała odwiedzającym fragmenty cegieł rozbieranego budynku.

## Inne informacje
- W budynku kręcono część scen do filmu Stanisława Barei Brunet wieczorową porą.
- Pod budynkiem znajdował się schron, wybudowany prawdopodobnie jeszcze przed powstaniem kina[6].